# Lucas Lazo
Lucas Alejandro Lazo (Rosario, Provincia de Santa Fe, Argentina, 31 de enero de 1989) es un futbolista argentino. Juega de lateral-volante por derecha y su actual equipo es Central Córdoba de Rosario de la Primera C de Argentina.

## Biografía
Lucas Lazo nació el 31 de enero de 1989. Es otro jugador que se crio en la Rosarina. De hecho, en inferiores de AFA de Rosario Central jugó sólo 26 partidos en 4.ª (16 en 2009 y 10 en 2010). A pesar de su posición marcó 5 goles: Los Andes (V) 1-0, Newell's (L) 2-0, Lanús (L) 2-0, San Martín SJ (L) 2-2 y Defensa y Justicia (V) 4-2. En cambio, en primera local de la Rosarina, jugó 40 partidos desde su debut el 26/10/08 ante Coronel Aguirre (L) 1-1 (gol de Diego Encina). Allí marcó 12 goles: Newell's (L) 2-0, Alianza Sport (V) 6-3, Coronel Aguirre (L) 6-2, Club Bartolome Mitre de Pérez (V) 4-2, Central Córdoba (V) 4-0, y 2 a AAJ Griffa (L) 5-2 en 2009; Argentino B (L) 5-1, Tiro Federal (V) 1-1, Renato Cesarini (L) 1-1 y Unión de Alvarez (L) 4-0 en 2010, cuando salió campeón del Molinas; y AAJ Griffa (L) 4-0 en el Molinas 2011.
Lazo firmó contrato profesional en el 2010 y si bien estaba trabajando desde hace un tiempo en el plantel profesional, nunca había tenido una oportunidad desde la llegada de Omar Palma.
El debut en primera de Lucas se produjo en la victoria de Rosario Central ante Atlético Tucumán por la fecha 33 de la Primera B Nacional 2010/11. El juvenil ingresó en el primer tiempo en lugar de Federico Vismara y cumplió un buen partido.
Su debut como titular en el equipo no se hizo esperar y en la fecha 35 jugó como volante en lugar de Matías Ballini ante Unión de Santa Fe en el Gigante de Arroyito.
Desde que disputó sus primeros minutos en el primer equipo no falto un partido, jugando los últimos seis encuentros restantes del Primera B Nacional 2010/11. En dicho certamen, disputó 6 partidos, 2 como titular y 4 ingresando desde el banco de los suplentes, con un total de 304 minutos en cancha, en los cuales no convirtió goles y recibió 2 tarjetas amarillas.
Con la llegada de muchos mediocampista al plantel que afrontó la temporada 2011-12 de la Primera B Nacional Lucas quedaba relegado, por lo que Juan Antonio Pizzi decidió que en lugar de que juegue en la Rosarina, agarre ritmo futbolístico en Central Córdoba.
Luego de disputar una buena primera rueda en el Charrúa, en el Torneo de Primera C del fútbol Argentino, Lucas se presenta a la pretemporada de enero de 2012 y Juan Antonio Pizzi le informa sería difícil que pueda contar de minutos durante los siguientes 6 meses.
Por esa razón y dado que Omar Palma, técnico que lo hizo debutar, se encontraba a cargo del plantel de Central Córdoba, el Melli decide continuar allí por 6 meses más. En ese lapso Lucas logra una cierta continuidad a base de buenas actuaciones y consigue el ascenso a la Primera B Metropolitana luego de vencer a Sportivo Italiano en la promoción. Con Central Córdoba, donde disputó 44 partidos y anotó 5 goles.
Expirado el préstamo regresa a Rosario Central para estar presente en la pretemporada. La ida de Juan Antonio Pizzi y la llegada de Miguel Ángel Russo le abren la posibilidad de mostrar sus cualidades y convencer al nuevo DT de que puede ser útil en el equipo que disputó la temporada 2012-13 de la Primera B Nacional.
Ascendido Rosario Central a mediados de 2013, las chances de ser titular fueron escasas, al igual que sus participaciones en cancha. Se mantuvo en la entidad de Arroyito hasta fines de 2014.
Luego tuvo pasos por Central Córdoba de Santiago del Estero, Mitre de la misma provincia, Juventud Antoniana de Salta y actualmente milita en Sportivo Las Parejas.

## Clubes
| Club                         | País      | Año       |
| ---------------------------- | --------- | --------- |
| Rosario Central              | Argentina | 2010-2011 |
| Central Córdoba de Rosario   | Argentina | 2011-2012 |
| Rosario Central              | Argentina | 2012-2014 |
| Central Córdoba (SdE)        | Argentina | 2015      |
| Mitre de Santiago del Estero | Argentina | 2015      |
| Juventud Antoniana de Salta  | Argentina | 2016      |
| Sportivo Las Parejas         | Argentina | 2016      |
| Central Córdoba de Rosario   | Argentina | 2017-2018 |
| Olimpo                       | Argentina | 2018-2019 |
| Central Córdoba de Rosario   | Argentina | 2019-?    |

### Estadísticas
| Rosario Central Argentina                   |               |               |    |   |   |   |    |    |      |      |      |
| 2.ª                                         |               |               |    |   |   |   |    |    |      |      |      |
| 2010-11                                     | 6             | 0             |    |   |   |   | 6  | 0  | 0.00 |      |      |
| 2012-13                                     | 0             | 0             | 1  | 0 |   |   | 1  | 0  | 0.00 |      |      |
| 1.ª                                         | 2013-14       | 7             | 0  |   |   |   |    | 7  | 0    | 0.00 |      |
| 1.ª                                         | 2014          | 2             | 1  | 1 | 0 |   |    | 3  | 1    | 0.33 |      |
| Total club                                  | Total club    | 15            | 1  | 2 | 0 |   |    | 17 | 1    | 0.06 |      |
| Central Córdoba (R) Argentina               |               |               |    |   |   |   |    |    |      |      |      |
| 4.ª                                         |               |               |    |   |   |   |    |    |      |      |      |
| 2011-12                                     | 40            | 5             | 4  | 0 |   |   | 44 | 5  | 0.11 |      |      |
| Total club                                  | Total club    | 40            | 5  | 4 | 0 |   |    | 44 | 5    | 0.11 |      |
| Central Córdoba (SdE) Argentina             |               |               |    |   |   |   |    |    |      |      |      |
| 2.ª                                         |               |               |    |   |   |   |    |    |      |      |      |
| 2015                                        | 30            | 0             |    |   |   |   | 30 | 0  | 0.00 |      |      |
| Total club                                  | Total club    | 30            | 0  |   |   |   |    | 30 | 0    | 0.00 |      |
| Total carrera                               | Total carrera | Total carrera | 85 | 6 | 6 | 0 |    |    | 91   | 6    | 0.06 |
| (3) No incluye goles en partidos amistosos. |               |               |    |   |   |   |    |    |      |      |      |

## Palmarés

### Campeonatos nacionales
| Título             | Club            | País      | Año  |
| ------------------ | --------------- | --------- | ---- |
| Primera B Nacional | Rosario Central | Argentina | 2013 |